# Норвел Лі
Норвел Лі (англ. Norvel Lee нар. 22 вересня 1924 — 19 серпня 1992) — американський боксер, олімпійський чемпіон 1952 року. 

## Аматорська кар'єра
Олімпійські ігри 1952
- 1/8 фіналу. Переміг Клода Арнеза (Франція) 3-0
- 1/4 фіналу. Переміг Тадеуша Гжеляка (Польща) 3-0
- 1/2 фіналу. Переміг Гаррі Сіяндера (Фінляндія) 3-0
- Фінал. Переміг Антоніо Паченцу (Аргентина) 3-0